# Withius somalicus
Espèce
Synonymes
- Allowithius somalicus Beier, 1932
- Allowithius crassus Beier, 1935
- Allowithius somalicus major Beier, 1935

Withius somalicus est une espèce de pseudoscorpions de la famille des Withiidae.

## Distribution
Cette espèce se rencontre en Somalie, en Éthiopie, en Ouganda, au Kenya et en Tanzanie.

## Étymologie
Son nom d'espèce lui a été donné en référence au lieu de sa découverte, la Somalie.

## Publication originale
- Beier, 1932 : Zur Kenntnis der Cheliferidae (Pseudoscorpionidea). Zoologischer Anzeiger, vol. 100, p. 53-67.